# Mallo (juego)

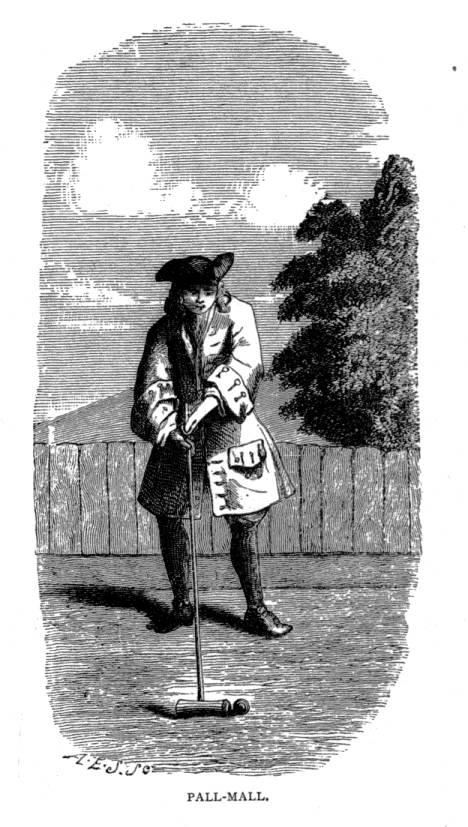
El pall-mall, versión inglesa del juego, ilustrada en Old English Sports, Pastimes and Customs (1891).

El juego del mallo es un juego de alta sociedad que aparece en España a principios del siglo XIII, desde variantes muy similares jugadas en Italia, Francia e Inglaterra (llamadas pallamaglio, paille-maille y pall-mall respectivamente). Es muy similar al croquet inglés actual, del que se diferencia porque se gana haciendo el recorrido en el menor número de golpes, no en el menor tiempo.

## Etimología
El nombre inglés y francés vendría originalmente del juego italiano pallamaglio, que a su vez deriva de las palabras latinas palla (‘bola’) y malleus (‘martillo’). En español quedó solo con el segundo formante, malleus > mallo.

## Descripción
Se jugaba con una pelota de madera, tela gruesa y una especie de raqueta, pala ancha de madera, con la que el jugador tenía que golpear a la pelota con una especie de martillo de madera y realizar con ella el recorrido estipulado, desde el jalón de salida al de llegada pasando por debajo de ocho a diez arcos colocados en el campo de juego, en el sentido que se hubiera estipulado. Solían jugar ocho jugadores a la vez, cada uno con su propia bola, aunque también se podía jugar en dos equipos de cuatro.
Se pueden mencionar los siguientes lances singulares del juego:
Enrocargolpear con la bola propia a la del otro, lo que permite croquear.
Croquearrealizar un nuevo golpe desde el punto donde se detenga la bola sobre la que se enroca. Se colocaba la bola propia en cualquier punto de contacto con la contraria, y se golpea desde él, impidiendo el movimiento de la bola ajena pisándola al golpear la propia.